# Guaguanco
Med Guaguancó menas i afrokubansk musik en av de tre rumbarytmerna Yambu, Guaguancó och Rumba Columbia. Den clave som används i Guaguancó kallas rumba-clave.